# Министерство иностранных дел и торговли Ирландии
Министерство иностранных дел и торговли Ирландии отвечает за продвижение интересов Ирландии в Европейском Союзе и во всем мире.

## История
Министерство иностранных дел было создано на первом же заседании палаты представителей 21 января 1919 года. К августу 1921 г. было восемь «официальных» миссий за рубежом: во Франции, Италии, США, Великобритании, Германии, России, Аргентине и Чили. Ни одна другая страна Содружества стран (кроме самой Великобритании) не имела независимых представительств в Вашингтоне.
На протяжении многих лет его название менялось несколько раз. Область торговли была введена в 2011 году. Названия министерства были следующими:
- Министерство иностранных дел (1919—1922)
- Министерство внешних связей (1922—1971)
- Министерство иностранных дел (1971—2011)
- Министерство иностранных дел и торговли (2011 — настоящее время)

## Отделы
- Англо-ирландский отдел
- Отдел двусторонних экономических отношений
- Корпоративный отдел обслуживания, несет ответственность за повседневное управление министерства.
- Культурный отдел
- Отдел по сотрудничеству в целях развития управления
- Отдел по ЕС
- Юридический отдел
- Консульский и паспортный отдел
- Политический отдел
- Пресс-служба
- Протокольный отдел — отвечает за организацию визитов высокопоставленных лиц в Ирландию и визитов за рубеж президента, а также за администрирование обязательств Ирландии в соответствии с Венской конвенцией.

### Другие ведомства
- Отдел по делам ирландцев за рубежом координирует предоставление услуг ирландским эмигрантам по всему миру и управляет финансовой поддержкой организаций добровольного сектора, занимающихся предоставлением услуг ирландским эмигрантам[1].
- Инспекционный отдел оценивает производительность зарубежных миссий министерства и проводит аудиты подразделений, штаб-квартир и офисов.